# Селенид ртути
Селенид ртути — бинарное неорганическое соединение
металла ртути и селена с формулой HgSe,
чёрные кристаллы,
не растворяется в воде.

## Получение
- В природе встречается минерал тиманит — HgSe.

- Нагревание ртути и селена в вакуумированной кварцевой ампуле:

{\displaystyle {\mathsf {Hg+Se\ {\xrightarrow {T}}\ HgSe}}}

## Физические свойства
Селенид ртути образует чёрные кристаллы
кубической сингонии,
пространственная группа F 43m,
параметры ячейки a = 0,6080 нм, Z = 4.
Не растворяется в воде.
Является полупроводником n-типа.

## Применение
- Материал для фоторезисторов.
- Датчик для измерения магнитных полей.